# 1° Festival Internazionale in Europa di Musica Pop
Il 1º Festival Internazionale in Europa di Musica Pop, noto anche come First International European Pop Festival e Rome Pop Festival, è stato un festival di musica rock tenutosi a Roma da sabato 4 a martedì 7 maggio 1968

## Storia
Il festival fu ideato da due giovani americani, Jerry e Trisha (Patricia) Fife che, dopo aver assistito al Festival di Monterey, colpiti in particolare dall'esibizione di Jimi Hendrix, decisero di organizzarne uno simile in Europa, utilizzando i circa 16.000 dollari che avevano appena ereditato.
Gli organizzatori decisero, dopo aver vagliato altre scelte come Amsterdam, di tenere il festival al PalaEur di Roma; in origine programmato per febbraio, si decise di rimandarlo a maggio sia a causa del terremoto del Belice sia per motivi organizzativi.

## Partecipanti
- Sabato 4 maggio: Brian Auger & The Trinity con Julie Driscoll, Hugues Aufray, Buffy Sainte-Marie, Donovan, Captain Beefheart
- Domenica 5 maggio: Fairport Convention, Ten Years After, Roboti
- Lunedì 6 maggio: Pink Floyd, The Move, The Association, i Giganti
- Martedì 7 maggio: Grapefruit, Byrds, Family